# Pygophora maculipennis
Pygophora maculipennis är en tvåvingeart som beskrevs av Stein 1909. Pygophora maculipennis ingår i släktet Pygophora och familjen husflugor. Inga underarter finns listade i Catalogue of Life.